# Taichi Fukui
Taichi Fukui (福井 太智?, Fukui Taichi; Kanagawa, 15 luglio 2004) è un calciatore giapponese, centrocampista dell'Arouca.

## Carriera

### Club
Fukui è cresciuto nel Sagan Tosu con cui ha debuttato il 3 marzo 2021 nell'incontro di Coppa J.League perso 3-0 contro il Kashima Antlers. Nel settembre del 2022 è stato acquistato dal Bayern Monaco che lo ha aggregato alla seconda squadra in Regionalliga. Il 26 settembre ha debuttato in prima squadra sostituendo Joshua Kimmich nel secondo tempo dell'incontro di DFB-Pokal vinto 4-0 contro il Preußen Münster.
Il 31 gennaio 2024 ha rinnovato il contratto fino al 2026 ed è stato ceduto in prestito al Portimonense fino al termine della stagione.
Dopo il suo passaggio in prestito all'Arouca il 3 febbraio 2025 viene ufficialmente riscattato dalla squadra portoghese.

### Nazionale
Nel 2023 è stato convocato dal Giappone Under-20 per disputare il campionato mondiale Under-20.
Ha giocato nella nazionale giapponese Under-23.

## Statistiche

### Presenze e reti nei club
Statistiche aggiornate al 27 dicembre 2024.
| Stagione                | Squadra                 | Campionato              | Campionato | Campionato | Coppe nazionali | Coppe nazionali | Coppe nazionali | Coppe continentali | Coppe continentali | Coppe continentali | Altre coppe | Altre coppe | Altre coppe | Totale | Totale | Totale |
| Stagione                | Squadra                 | Comp                    | Pres       | Reti       | Comp            | Pres            | Reti            | Comp               | Pres               | Reti               | Comp        | Pres        | Reti        | Pres   | Reti   |        |
| ----------------------- | ----------------------- | ----------------------- | ---------- | ---------- | --------------- | --------------- | --------------- | ------------------ | ------------------ | ------------------ | ----------- | ----------- | ----------- | ------ | ------ | ------ |
| 2021                    | Sagan Tosu              | J1                      | 4          | 0          | CG+CdL          | 4+3             | 0               |                    | -                  | -                  |             | -           | -           | 11     | 0      |        |
| 2022                    | Sagan Tosu              | J1                      | 1          | 0          | CG+CdL          | 3+0             | 0               |                    | -                  | -                  |             | -           | -           | 4      | 0      |        |
| Totale Sagan Tosu       | Totale Sagan Tosu       | Totale Sagan Tosu       | 5          | 2          |                 | 10              | 0               |                    | -                  | -                  |             | -           | -           | 15     | 2      |        |
| 2022-2023               | Bayern Monaco II        | RL                      | 12         | 0          |                 | -               | -               |                    | -                  | -                  |             | -           | -           | 12     | 0      |        |
| 2023-gen. 2024          | Bayern Monaco II        | RL                      | 15         | 1          |                 | -               | -               |                    | -                  | -                  |             | -           | -           | 15     | 1      |        |
| Totale Bayern Monaco II | Totale Bayern Monaco II | Totale Bayern Monaco II | 27         | 1          |                 | -               | -               |                    | -                  | -                  |             | -           | -           | 27     | 1      |        |
| 2023-gen. 2024          | Bayern Monaco           | BL                      | 0          | 0          | CG              | 1               | 0               |                    | -                  | -                  |             | -           | -           | 1      | 0      |        |
| gen.-giu. 2024          | Portimonense            | PL                      | 11+2       | 1          | CP+CdL          | 0               | 0               |                    | -                  | -                  |             | -           | -           | 13     | 1      |        |
| 2024-2025               | Arouca                  | PL                      | 14         | 0          | CP+CdL          | 1+0             | 0               |                    | -                  | -                  |             | -           | -           | 15     | 0      |        |
| Totale carriera         | Totale carriera         | Totale carriera         | 59         | 2          |                 | 12              | 0               |                    | -                  | -                  |             | -           | -           | 71     | 2      |        |

### Cronologia presenze e reti in nazionale
| Cronologia completa delle presenze e delle reti in nazionale ― Giappone under 23 | Cronologia completa delle presenze e delle reti in nazionale ― Giappone under 23 | Cronologia completa delle presenze e delle reti in nazionale ― Giappone under 23 | Cronologia completa delle presenze e delle reti in nazionale ― Giappone under 23 | Cronologia completa delle presenze e delle reti in nazionale ― Giappone under 23 | Cronologia completa delle presenze e delle reti in nazionale ― Giappone under 23 | Cronologia completa delle presenze e delle reti in nazionale ― Giappone under 23 | Cronologia completa delle presenze e delle reti in nazionale ― Giappone under 23 |
| Data                                                                             | Città                                                                            | In casa                                                                          | Risultato                                                                        | Ospiti                                                                           | Competizione                                                                     | Reti                                                                             | Note                                                                             |
| -------------------------------------------------------------------------------- | -------------------------------------------------------------------------------- | -------------------------------------------------------------------------------- | -------------------------------------------------------------------------------- | -------------------------------------------------------------------------------- | -------------------------------------------------------------------------------- | -------------------------------------------------------------------------------- | -------------------------------------------------------------------------------- |
| 14-10-2023                                                                       | Phoenix                                                                          | Messico under 23                                                                 | 1 – 4                                                                            | Giappone under 23                                                                | Amichevole                                                                       | -                                                                                | 82’                                                                              |
| 17-10-2023                                                                       | Phoenix                                                                          | Stati Uniti under 23                                                             | 4 – 1                                                                            | Giappone under 23                                                                | Amichevole                                                                       | -                                                                                | 81’                                                                              |
| Totale                                                                           |                                                                                  | Presenze                                                                         | 2                                                                                |                                                                                  | Reti                                                                             | 0                                                                                |                                                                                  |

| Cronologia completa delle presenze e delle reti in nazionale ― Giappone under 20 | Cronologia completa delle presenze e delle reti in nazionale ― Giappone under 20 | Cronologia completa delle presenze e delle reti in nazionale ― Giappone under 20 | Cronologia completa delle presenze e delle reti in nazionale ― Giappone under 20 | Cronologia completa delle presenze e delle reti in nazionale ― Giappone under 20 | Cronologia completa delle presenze e delle reti in nazionale ― Giappone under 20 | Cronologia completa delle presenze e delle reti in nazionale ― Giappone under 20 | Cronologia completa delle presenze e delle reti in nazionale ― Giappone under 20 |
| Data                                                                             | Città                                                                            | In casa                                                                          | Risultato                                                                        | Ospiti                                                                           | Competizione                                                                     | Reti                                                                             | Note                                                                             |
| -------------------------------------------------------------------------------- | -------------------------------------------------------------------------------- | -------------------------------------------------------------------------------- | -------------------------------------------------------------------------------- | -------------------------------------------------------------------------------- | -------------------------------------------------------------------------------- | -------------------------------------------------------------------------------- | -------------------------------------------------------------------------------- |
| 3-6-2022                                                                         | Fos-sur-Mer                                                                      | Giappone under 20                                                                | 0 – 0 (0 – 3 dtr)                                                                | Comore under 20                                                                  | Torneo di Tolone 2022 - 1º turno                                                 | -                                                                                |                                                                                  |
| 6-6-2022                                                                         | Fos-sur-Mer                                                                      | Giappone under 20                                                                | 1 – 2                                                                            | Colombia under 20                                                                | Torneo di Tolone 2022 - 1º turno                                                 | -                                                                                | 72’                                                                              |
| 10-6-2022                                                                        | Mallemort                                                                        | Argentina under 20                                                               | 3 – 2                                                                            | Giappone under 20                                                                | Torneo di Tolone 2022 - Play-off 5º posto                                        | -                                                                                |                                                                                  |
| 14-9-2022                                                                        | Vientiane                                                                        | Giappone under 20                                                                | 9 – 0                                                                            | Guam under 20                                                                    | Qualificazioni Coppa d'Asia AFC Under-20 2023                                    | -                                                                                | 76’                                                                              |
| 16-9-2022                                                                        | Vientiane                                                                        | Palestina under 20                                                               | 0 – 8                                                                            | Giappone under 20                                                                | Qualificazioni Coppa d'Asia AFC Under-20 2023                                    | 1                                                                                |                                                                                  |
| 18-9-2022                                                                        | Vientiane                                                                        | Giappone under 20                                                                | 1 – 0                                                                            | Yemen under 20                                                                   | Qualificazioni Coppa d'Asia AFC Under-20 2023                                    | -                                                                                | 46’                                                                              |
| 19-11-2022                                                                       | San Pedro del Pinatar                                                            | Spagna under 20                                                                  | 0 – 1                                                                            | Giappone under 20                                                                | Amichevole                                                                       | -                                                                                | 15’, 45+1’                                                                       |
| 21-5-2023                                                                        | La Plata                                                                         | Senegal under 20                                                                 | 0 – 1                                                                            | Giappone under 20                                                                | Mondiali Under-20 2023 - 1º turno                                                | -                                                                                | 90+1’                                                                            |
| 24-5-2023                                                                        | La Plata                                                                         | Giappone under 20                                                                | 1 – 2                                                                            | Colombia under 20                                                                | Mondiali Under-20 2023 - 1º turno                                                | -                                                                                | 75’                                                                              |
| 27-5-2023                                                                        | Mendoza                                                                          | Giappone under 20                                                                | 1 – 2                                                                            | Israele under 20                                                                 | Mondiali Under-20 2023 - 1º turno                                                | -                                                                                | 81’                                                                              |
| Totale                                                                           |                                                                                  | Presenze                                                                         | 10                                                                               |                                                                                  | Reti                                                                             | 1                                                                                |                                                                                  |